# دانشگاه علوم کاربردی هاگا هلیا
دانشگاه علوم کاربردی هاگا هلیا (فنلاندی: Haaga-Helia ammattikorkeakoulu سوئدی: Haaga-Helia yrkeshögskola) که قبلاً پلی تکنیک کسب و کار و هلیا شناخته می‌شد، یکی از بزرگترین دانشگاه‌های کسب و کار پلی تکنیک فنلاند است. ("ammattikorkeakoulu" در فنلاندی). این دانشگاه یکی از دانشگاه‌های باز در حوزه علوم کاربردی و متعلق به یک بنیاد اجرا شده توسط هلسینکی کسب و کار جامعه است. این مؤسسه تحت نظارت و تأیید دولت فنلاند از طریق وزارت آموزش و پرورش و فرهنگ است. امکانات اولیه مدرسه در پسیلا، هلسینکی است. این مکان‌های دیگر در هاآگا، مالمی (همه در هلسینکی)، و در Porvoo و Vierumäki است.

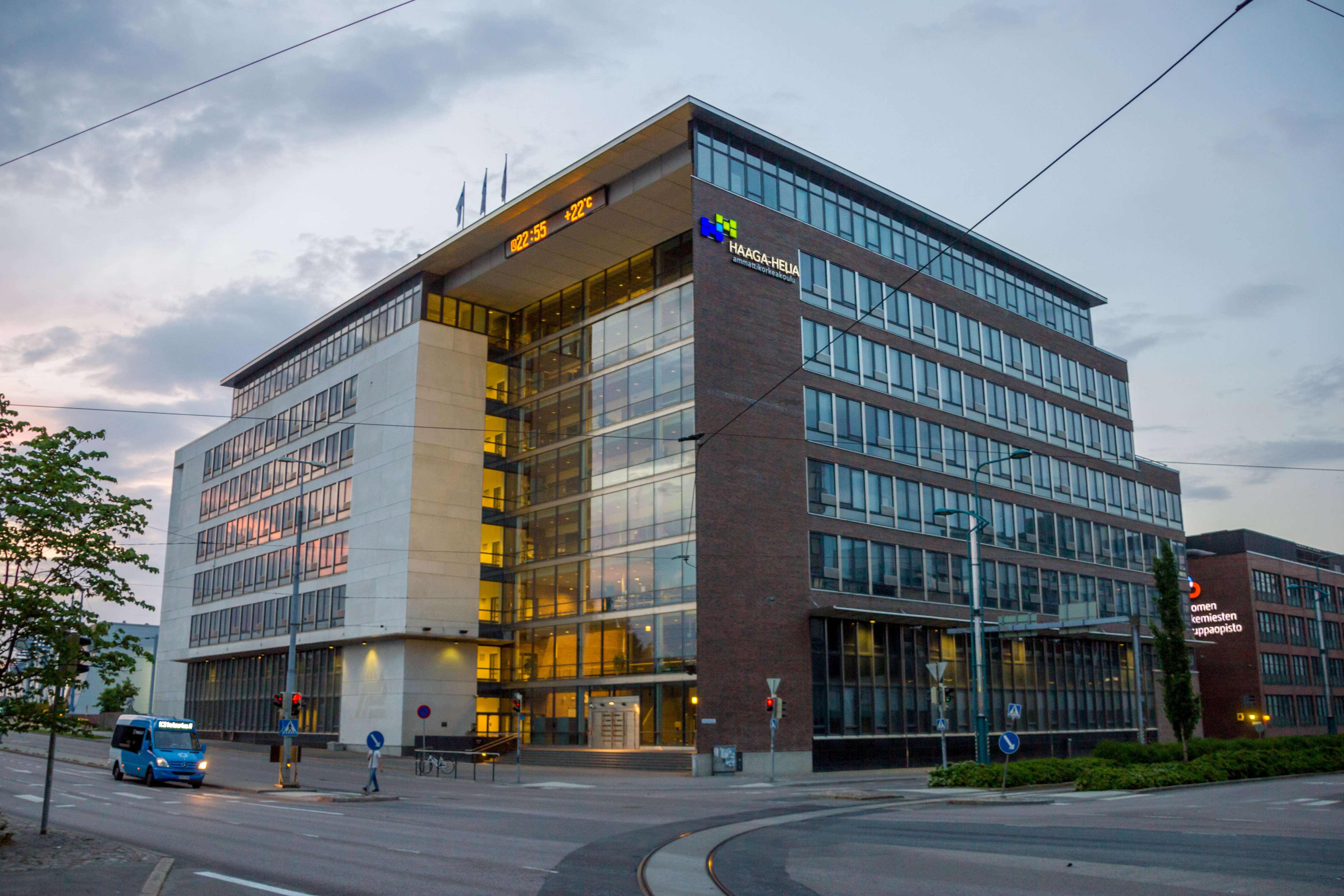
ساختمان اصلی دانشگاه هاگا هلیا در Pasila هلسینکی.

Haaga-Helia دوره‌های کسب و کار، فن آوری اطلاعات، آموزش و پرورش و ورزش، آموزش و پرورش، مهمان نوازی، گردشگری، آموزش و پرورش، برنامه‌های آموزش معلمان حرفه ای، روزنامه‌نگاری، بازاریابی و در زبان‌های مختلف ارائه می‌دهد. این مرکز حدود ۱۰٬۵۰۰ دانش آموز و حدود ۶۳۰ کارمند دارد که تقریباً ۴۰۰ نفر از آن‌ها معلم تمام وقت هستند.

## خدمات تحقیق، توسعه و نوآوری
هاگا هلیا شریک ارزشمندی در فعالیت‌های پژوهشی، توسعه و نوآوری (RDI) در میان همکاران داخلی و بین‌المللی است. هدف این مؤسسه، حمایت و هدایت فعالیت‌های پروژه و برنامه‌های مالی است. علاوه بر این، بر بهره‌برداری و تجاری سازی نتایج پروژه تأکید می‌کند.
پروژه‌های بتنی و توسعه گرا در زمینه‌های زیر به اجرا درآمده است: توسعه منطقه ای، آموزش معلمان حرفه ای، توسعه کارکنان، کسب و کار و فروش، ورزش و سلامت، گردشگری، مهمان نوازی و رستوران، توسعه آموزش و پرورش، فناوری اطلاعات، RDI توسعه، شبکه، کارآفرینی، و همکاری تجاری.
پروژه‌ها را می‌توان در چهار حوزه تمرکز بر اساس محتویات و اولویت آن‌ها تقسیم کرد: راه حل‌های جدید خدمات و فروش، راه حل‌های جدید یادگیری، راه حل‌های جدید کارآفرینی و کسب و کار دیجیتال و دیگر پروژه‌های راهبردی.

## فرودگاه فردا
پروژه فرودگاه فردا بخشی از پروژه‌های طراحی World Design Capital 2012 است که در طول سال ۲۰۱۲ ادامه دارد. فرودگاه فردا یک پروژه از دانشگاه هاها-هلیا با همکاری شرکای انتخاب سرویس (SSP), Unione و Finavia است. هدف اصلی این پروژه تحقیق، توسعه، پیش‌بینی و ایجاد نوآوری‌های جدید برای محیط طراحی، محصولات و مفاهیم خدمات فرودگاه است. تأکید بر توسعه رستوران، سالن‌ها و فروشگاه‌های مواد غذایی است.

## فارغ التحصیلان هایا و هلیا - شبکه‌ای از متخصصانی که در سراسر دنیا زندگی می‌کنند
فارغ التحصیلان دانشگاه Haaga-Helia از دانشگاه‌های کاربردی و موسسات پیش از آن - پیوند بین دانشگاه و زندگی کاری است. در حال حاضر حدود ۲۵۰۰۰ فارغ‌التحصیل هواها و هلیا در سراسر جهان وجود دارد.
هدف هابا-هلیا با حفظ روابط فارغ التحصیلان، گران شدن مخاطبین است که زمانی ایجاد شد بین هاها و هلیا و فارغ التحصیلان، و همچنین بین دانش آموزان خود. به این ترتیب، می‌توانیم مطمئن باشیم که فارغ التحصیلان می‌توانند به دانش آموزان امروز کمک کنند تا اطلاعات جاری در مورد زندگی تجاری را بدست آورند.

## قابل توجه مردم و فارغ التحصیلان
- Shirly Karvinen - Miss فنلاند ۲۰۱۶.